# Шацьк (Рязанська область)
Шацьк (рос. Шацк) — місто, адміністративний центр Шацького району, Рязанська область, Росія.

## Географія
Місто розташоване на лівому березі річки Шача (притока Цни), за 163 км від Рязані.

## Історія
До 1923 року було повітовим містом Шацького повіту Тамбовської губернії.

## Населення
Населення міста — 6 834 особи (2009).

## Економіка
- Швейна фабрика
- Лікерогорілчаний завод
- М'ясокомбінат
- Сантехнічна база NovaFlex центрального регіону
- ШацькТруб
- Лісозаготівля
- Туризм